# 御馬皇子
御馬皇子（みま の みこ、生年不明 - 推定456年（安康天皇3年）10月）は、記紀に伝えられる古墳時代（5世紀頃）の皇族（王族）。履中天皇の皇子。『古事記』では御馬王（みま の おおきみ）。母は葦田宿禰（葛城襲津彦の子。一説に羽田矢代宿禰）の女の黒媛（くろひめ）。同母兄に、市辺押磐皇子（いちのへ の おしは の みこ）、同母妹に飯豊青皇女（いいとよあお の ひめみこ）。木梨軽皇子・安康天皇・雄略天皇の従兄弟に当たる。

## 経歴
推定456年（安康天皇3年8月）、安康天皇が眉輪王によって暗殺された後の皇位空白の際に、市辺押磐皇子とともに、皇位継承の有力候補であった。『日本書紀』巻第十四によると、同年3年10月1日、市辺押磐皇子が大泊瀬皇子（おおはつせ の みこ、雄略天皇）に謀殺されたあと、以前から仲の良かった大和国の三輪君身狭（みわ の きみ むさ）のもとへ、気持ちを楽しませようと思って向かった（すなわち、かくまってもらおうとした）。だが、不意に途中で邀撃（ようげき）の伏兵に出くわし、三輪の磐井（大和国城上郡岩坂村、現奈良県天理市）のほとりで合戦になった。ほどなくして捉えられ、処刑された。死の直前に、
と言って、三輪の磐井の水だけはのめないようにと雄略天皇を呪詛したという。